# Sumber Mulyo (Buay Madang Timur)
Sumber Mulyo is een bestuurslaag in het regentschap Ogan Komering Ulu van de provincie Zuid-Sumatra, Indonesië. Sumber Mulyo telt 5541 inwoners (volkstelling 2010).